# Рамерберг
Рамерберг (нем. Ramerberg) — община в Германии, в земле Бавария. 
Подчиняется административному округу Верхняя Бавария. Входит в состав района Розенхайм.  Население составляет 1349 человек (на 31 декабря 2010 года). Занимает площадь 8,10 км².